# Шабунина, Полина Алексеевна
Поли́на Алексе́евна Шабу́нина (род. 6 августа 1998, Москва, Россия) — российская оперная певица (сопрано), солистка Большого театра. Лауреат XVII Международного конкурса имени П. И. Чайковского (2023). 

## Биография
Родилась 6 августа 1998 года в Москве. 
Начальное музыкальное образование получила на вокальном отделении Детской школы искусств города Рошаль Московской области у педагога О. И. Захарьян. В годы учебы становилась лауреатом международных конкурсов в Венгрии, Франции и Италии.
В 2019 году окончила с отличием Академическое музыкальное училище при Московской консерватории по классу народной артистки России Л. А. Черных (Яцыныч). 
Продолжила обучение на вокальном факультете Московской государственной консерватории им. П. И. Чайковского (класс сольного пения профессора Л. А. Черных, класс вокального ансамбля профессора Е. М. Арефьевой). 
В Оперном театре Московской консерватории выступала в партиях Мими («Богема» Дж. Пуччини), Татьяны («Евгений Онегин» П. Чайковского), Земфиры («Алеко» С. Рахманинова), Франчески («Франческа да Римини» С. Рахманинова), Лауретты («Джанни Скикки» Дж. Пуччини), Бригитты («Иоланта» П. Чайковского), Аннины («Травиата» Дж. Верди). На Камерной сцене Большого театра в рамках проекта Opera LAB исполнила партию Адины («Любовный напиток» Г. Доницетти).
В 2022 году дебютировала на Исторической сцене Большого театра России, исполнив партию Пажа в опере «Лоэнгрин» Р. Вагнера в совместной постановке Большого театра и Метрополитен-опера (дирижер-постановщик Эван Роджистер, режиссер Франсуа Жирар). В мае 2023 принята солисткой-стажером в оперную труппу Большого театра России. С сентября 2024 — солистка оперной труппы Большого театра.  
В июне 2023 года стала лауреатом XVII Международного конкурса имени П. И. Чайковского (IV премия) и победительницей слушательского голосования в своей номинации по версии портала ClassicalMusicNews.Ru. В сентябре 2024 года стала призером Международного конкурса Пласидо Доминго «Опералия» в Мумбаи, Индия (III премия).  
В Большом театре исполнила партии Сюзанны («Свадьба Фигаро» В. А. Моцарта), Фьордилиджи («Так поступают все женщины» В. А. Моцарта), Коринны («Путешествие в Реймс» Дж. Россини), Джильды («Риголетто» Дж. Верди), Мюзетты («Богема» Дж. Пуччини), Царевны-Лебеди («Сказка о царе Салтане» Н. Римского-Корсакова), Ксении («Борис Годунов» М. Мусоргского), Герды («История Кая и Герды» С. Баневича), Голоса с неба («Дон Карлос» Дж. Верди), Пажа («Лоэнгрин» Р. Вагнера).  
Исполнила партию Татьяны в опере «Евгений Онегин» П. Чайковского в спектакле Мариинского театра (постановка Юрия Темирканова) на Исторической сцене Большого театра России. 
Выступала в спектаклях и концертах под управлением Валерия Гергиева, Пласидо Доминго, Жорди Бернасера, Эвана Роджистера, Константина Чудовского, Антона Гришанина, Артема Абашева, Ивана Никифорчина, Павла Смелкова.
Принимала участие в Шаляпинском фестивале, Музыкальном фестивале «Сириус», Всероссийском музыкальном фестивале «Запечатленный ангел» к 90-летию Родиона Щедрина, концертах проекта «Музыка нашего времени».  

## Награды и премии
- 2024 — III премия Международного конкурса Пласидо Доминго «Опералия» (Мумбаи, Индия).
- 2023 — IV премия и диплом XVII Международного конкурса имени П. И. Чайковского (г. Санкт-Петербург).
- 2022 — I премия Международного конкурса вокалистов им. Рейнгольда Глиэра (г. Москва).
- 2021 — II премия Международного конкурса вокалистов им. Наталии Шпиллер (г. Москва).
- 2021 — III премия Международного конкурса вокалистов им. Алексея Иванова (г. Тверь).